# Ohio State University Men's Volleyball 2024
Questa voce raccoglie le informazioni riguardanti la Ohio State University Men's Volleyball nella stagione 2024.

## Stagione
La Ohio State University partecipa per la sessantaquattresima volta alla MIVA: si classifica al terzo posto in regular season, accedendo al torneo di conference, dove ai quarti di finale si impone per 3-1 sulla Lewis, mentre in semifinale sconfigge la testa di serie numero 2, ossia la Loyola Chicago; conquista il ventiquattresimo titolo di conference della propria storia vincendo per 3-1 contro la Lindenwood.
Ottiene quindi la ventitreesima partecipazione al torneo NCAA Division I, ma non va oltre i quarti di finale, sconfitto in tre set dalla Grand Canyon.

## Organigramma societario
Area direttiva
- Presidente: Julie Cromer
- Direttore delle operazioni: Megan Anderson

Area tecnica
- Allenatore: Kevin Burch
- Allenatore associato: Hudson Bates
- Assistente allenatore: Luke Wood Maloney
- Coordinatore tecnico: Nate Wilson

## Rosa
| N° | Nome            | Ruolo | Data di nascita  | Nazionalità sportiva | Anno      |
| -- | --------------- | ----- | ---------------- | -------------------- | --------- |
| 1  | Grant Strong    | L     | -                | Stati Uniti          | Sophomore |
| 2  | Thomas Poole    | L     | -                | Stati Uniti          | Senior    |
| 3  | Owen Pickering  | S     | -                | Canada               | Freshman  |
| 5  | Noah Platfoot   | P     | -                | Stati Uniti          | Senior    |
| 6  | Shane Wetzel    | O     | 18 maggio 2004   | Stati Uniti          | Sophomore |
| 7  | Jacob Pasteur   | S     | 5 giugno 2002    | Stati Uniti          | Senior    |
| 8  | Michael Wright  | P     | 18 giugno 2001   | Stati Uniti          | Senior    |
| 9  | Daniel Hurley   | S     | -                | Stati Uniti          | Freshman  |
| 10 | Ben Putnam      | S     | -                | Stati Uniti          | Freshman  |
| 11 | Justin Howard   | C     | -                | Stati Uniti          | Senior    |
| 12 | Nathan Habermas | C     | -                | Stati Uniti          | Freshman  |
| 13 | Thomas Leahey   | C     | -                | Stati Uniti          | Senior    |
| 14 | Kyle Teune      | S     | 6 giugno 2003    | Stati Uniti          | Junior    |
| 15 | Hudson Harris   | C     | -                | Stati Uniti          | Junior    |
| 16 | Will McElveen   | P     | -                | Stati Uniti          | Freshman  |
| 17 | Tyler Tharpe    | O     | -                | Stati Uniti          | Freshman  |
| 18 | Cole Young      | C     | -                | Stati Uniti          | Junior    |
| 19 | Jack O'Riordan  | S     | -                | Stati Uniti          | Sophomore |
| 20 | Kristian Kold   | S     | 14 febbraio 2002 | Danimarca            | Freshman  |
| 21 | Aaron Grimm     | C     | -                | Stati Uniti          | Freshman  |

## Mercato
| Acquisti | Acquisti        | Acquisti                | Acquisti   |
| R.       | Nome            | da                      | Modalità   |
| -------- | --------------- | ----------------------- | ---------- |
| C        | Aaron Grimm     | Trinity HS              | definitivo |
| C        | Nathan Habermas | Jefferson HS            | definitivo |
| S        | Kristian Kold   | Hvidovre                | definitivo |
| C        | Thomas Leahey   | State College Area HS   | definitivo |
| P        | Will McElveen   | Olympia HS              | definitivo |
| S        | Owen Pickering  | St. Pius X HS           | definitivo |
| O        | Tyler Tharpe    | Whitney Young Magnet HS | definitivo |

| Cessioni | Cessioni       | Cessioni       | Cessioni |
| R.       | Nome           | a              | Modalità |
| -------- | -------------- | -------------- | -------- |
| C        | Benjamin Braun | CSU Long Beach | ritirato |
| C        | Alex Cabana    | -              | ritirato |
| C        | Samuel Clark   | -              | ritirato |
| C        | Jason Kozak    | -              | ritirato |
| S        | Jack Stevens   | -              | ritirato |
| P        | Niko Williams  | -              | ritirato |

## Statistiche

### Statistiche di squadra
| Competizione         | Punti | In casa | In casa | In casa | In trasferta | In trasferta | In trasferta | Campo neutro | Campo neutro | Campo neutro | Totale | Totale | Totale |
| Competizione         | Punti | G       | V       | P       | G            | V            | P            | G            | V            | P            | G      | V      | P      |
| -------------------- | ----- | ------- | ------- | ------- | ------------ | ------------ | ------------ | ------------ | ------------ | ------------ | ------ | ------ | ------ |
| MIVA NCAA Division I | .710  | 15      | 12      | 3       | 11           | 6            | 5            | 5            | 4            | 1            | 31     | 22     | 9      |
| Totale               | .710  | 15      | 12      | 3       | 11           | 6            | 5            | 5            | 4            | 1            | 31     | 22     | 9      |

G = partite giocate; V = partite vinte; P = partite perse

### Statistiche dei giocatori
| Giocatore    | MIVA NCAA Division I | MIVA NCAA Division I | MIVA NCAA Division I | MIVA NCAA Division I | MIVA NCAA Division I | Totale | Totale | Totale | Totale | Totale |
| Giocatore    | P                    | PT                   | AV                   | MV                   | BV                   | P      | PT     | AV     | MV     | BV     |
| ------------ | -------------------- | -------------------- | -------------------- | -------------------- | -------------------- | ------ | ------ | ------ | ------ | ------ |
| H. Harris    | 6                    | 5,5                  | 3                    | 2,5                  | 0                    | 6      | 5,5    | 3      | 2,5    | 0      |
| J. Howard    | 30                   | 223                  | 178                  | 40                   | 5                    | 30     | 223    | 178    | 40     | 5      |
| D. Hurley    | 22                   | 100                  | 82                   | 7                    | 11                   | 22     | 100    | 82     | 7      | 11     |
| J. Pasteur   | 28                   | 480                  | 390                  | 27                   | 63                   | 28     | 480    | 390    | 27     | 63     |
| O. Pickering | 16                   | 2                    | 2                    | 0                    | 0                    | 16     | 2      | 2      | 0      | 0      |
| N. Platfoot  | 24                   | 31                   | 13                   | 13                   | 5                    | 24     | 31     | 13     | 13     | 5      |
| T. Poole     | 29                   | 2                    | 2                    | 0                    | 0                    | 29     | 2      | 2      | 0      | 0      |
| B. Putnam    | 25                   | 167,5                | 136                  | 22,5                 | 9                    | 25     | 167,5  | 136    | 22,5   | 9      |
| G. Strong    | 4                    | 0                    | 0                    | 0                    | 0                    | 4      | 0      | 0      | 0      | 0      |
| K. Teune     | 30                   | 184,5                | 140                  | 18,5                 | 26                   | 30     | 184,5  | 140    | 18,5   | 26     |
| S. Wetzel    | 27                   | 400,5                | 344                  | 32,5                 | 24                   | 27     | 400,5  | 344    | 32,5   | 24     |
| M. Wright    | 28                   | 121                  | 53                   | 32                   | 36                   | 28     | 121    | 53     | 32     | 36     |
| C. Young     | 31                   | 294                  | 218                  | 61                   | 15                   | 31     | 294    | 218    | 61     | 15     |

P = presenze; PT = punti totali; AV = attacchi vincenti; MV = muri vincenti; BV = battute vincenti

NB: I muri singoli valgono una unità di punto, mentre i muri doppi e tripli valgono mezza unità di punto; anche i giocatori nel ruolo di libero sono impegnati al servizio